# Crux gemmata

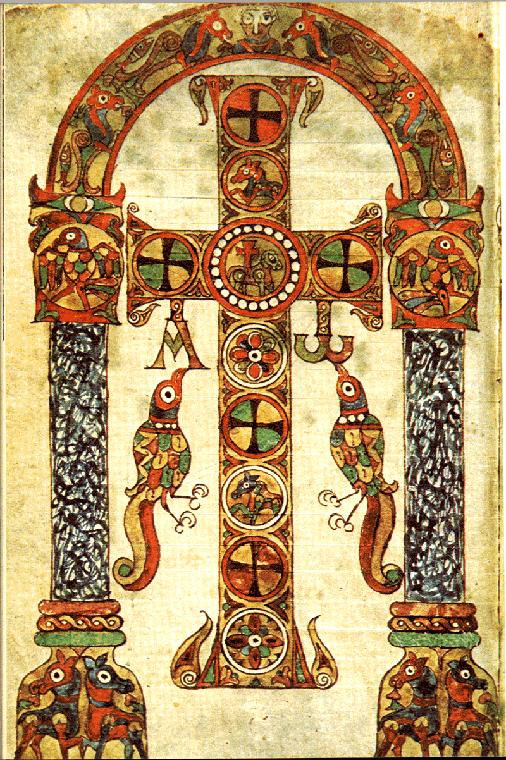
Ett crux gemmata

Crux gemmata (av latin crux 'kors' och gemma 'ädelsten') är ett juvelprytt kors med tretton ädelstenar. Det är en kristen symbol för Kristus och hans tolv apostlar och representerar uppståndelsen.
De var relativt vanliga under tidig medeltid och senantiken. Anhängare av Monofysitism kämpade länge emot att korset skulle användas och senare att det skulle dekoreras. Men i Sant'Apollinare in Classe finns en mycket tidig avbildning, från 549. Även om ädelstenar är vanliga i Crux gemmata, så är de i princip inte nödvändiga, utan det är själva formationen och den teologiska förklaringen som är relevant. 

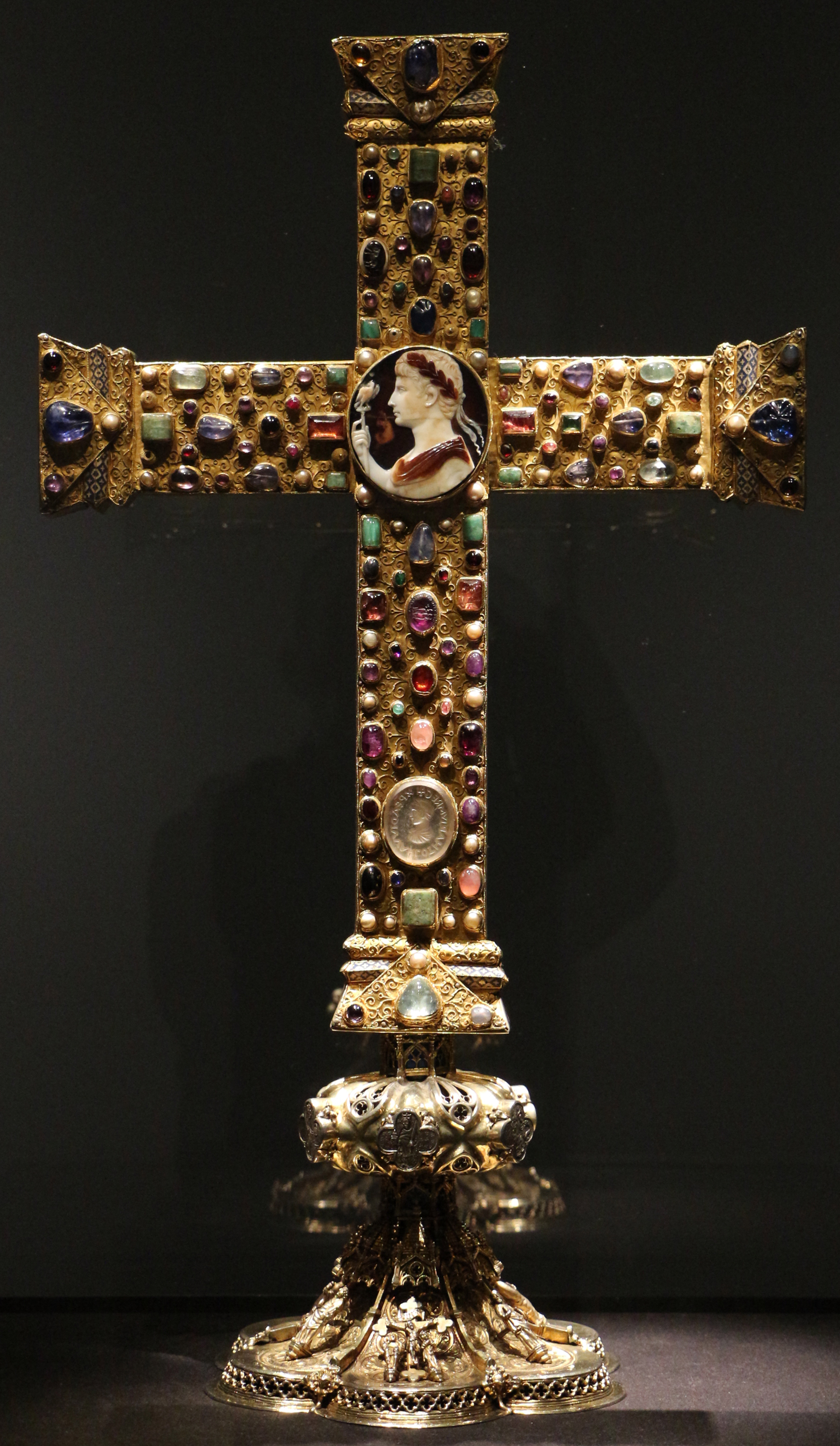
Lotharkreuz från ca år 1000. Kölnarbete. Nu i Katedralen i Aachen